# Varga Tamás (építész)
Varga Tamás (Veszprém, 1964. szeptember 3. –) építész, egyetemi docens, Budapesti Műszaki és Gazdaságtudományi Egyetem oktatási dékánhelyettese, a Magyar Építőművészek Szövetségé-nek (MÉSZ) alelnöke

## Díjak, elismerések
- 1995: „Veszprém megye lakóháza '95” díj – Balatonfüred, Csákányi utca 28. családi ház
- 2001: ÉV TETŐJE Nívódíj Pályázat – tervezői különdíj – Telki Általános Iskola
- 2002: Pest Megye Építészeti Nívódíj – 3. díj – Telki Általános Iskola
- 2007: Saint-Gobain Trófea – 1. díj – Nephrologiai Akadémia, Budapest Szent Imre Kórház
- 2009: ALUTA Építészeti Nívódíj

## Fontosabb építészeti művei
- 1989. Budapest VII. Wesselényi utca 28. Springer Hungarica Kft. irodaháza
- 1990. Budapest II. Eszter utca 25/a hétlakásos társasház
- 1992. Siemens Rt. Huszti úti székház terve
- 1994. Észak-Dunántúli Regionális Kórházi Mosoda, Győr Petz Aladár Megyei Kórház
- 1997. Sugárterápiás épület átalakítása-Pécs POTE,
- 1997. Miskolc Borsod-Abaúj-Zemplén Megyei Kórház
- 1999. Általános Iskola, Telki
- 2000. Ifjúsági és Sportminisztérium akadálymentesítése
- 2000. ING NN Rt. VITALITAS Osztály, Budapest VI. MÁV Kórház
- 2001-2003. EuroCare Dialízis Központok - Szent Borbála Kórház, Tatabánya - Pándy Kálmán Megyei Kórház, Gyula - Városi Kórház, Orosháza

- Városi Kórház, Ajka - Városi Kórház, Mátészalka - Szent György Megyei Kórház, Székesfehérvár 
- 2004. Gyógyszertár és Egészségház, Telki
- 2004. Országos Onkológiai Intézet, LINAC besugárzó
- 2005. BBRAUN Avitum Zrt. Dialízis Központ
- 2005. Kaposi Mór Megyei Kórház, Kaposvár
- 2006. BBRAUN Avitum Zrt. Nephrológiai Akadémia
- 2006. Szent Imre Kórház, Budapest
- 2006. Telki Általános Iskola Tornacsarnok
- 2007. BBRAUN Irodaház, Budapest II. Felhévizi út 5.
- 2008. Önkéntes Tűzoltóság, Balatonfüred
- 2008. VFWG Sport és Szabadidőközpont, Budapest XVII. Uszoda u.
- 2010. Jósa András Megyei Kórház, Dialízis központ, Nyíregyháza
- 2010. Tengelice Óvoda, Telki
- 2011. Lóczy Lajos Gimnázium bővítése, Balatonfüred
- 2011. Városi uszoda – Sportakadémia, Balatonfüred
- 2012. Medical Wellness Centrum, Balatonfüred

## Publikációk
- Alaprajz - 2009. / 5. szám Egy ház, amit szeretek
- Octogon - 2009. /5. szám Korlátok között - szabadon
- Régi-Új Magyar Építőművészet - 2009. / 3. szám Szépvölgynek háttal
- Alaprajz - 2007. / 5. szám Tan-terv
- Régi-Új Magyar Építőművészet - 2007. / 1. Téralakítás az életminőség fenntartásáért
- Magyar Építőipar - 1997. /3-4. szám Észak-dunántúli regionális mosoda, Győr Megyei Kórház
- Magyar Építőművészet - 1992. / 2-3. szám Springer Irodaház
- Magyar Építőipar - 1992. /1-2. Springer Irodaház